# Alsophila xanthina
Alsophila xanthina là một loài thực vật có mạch trong họ Cyatheaceae. Loài này được (Domin) C. Chr. mô tả khoa học đầu tiên năm 1934.